# Otoboke Beaver
Otoboke Beaver (おとぼけビ～バ～) est un groupe de punk rock japonais originaire de Kyoto. Il est composé de la chanteuse Accorinrin, de la guitariste Yoyoyoshie, de la bassiste Hirochan et de la batteuse Kahokiss. Leur album le plus récent Super Champon est sorti en mai 2022.

## Biographie
Le groupe porte le nom d'un love hôtel à Osaka situé près du lycée de l'une des membres du groupe. Le groupe est formé en 2009 alors que les membres sont actives dans un club de musique rock à l'université de Ritsumeikan de Kyoto,. Les membres originales comprennent Accorinrin au chant, Yoyoyoshie à la guitare, Pop à la batterie et Nishikawachi à la basse.
En 2012, le groupe sort son premier album live via Egypt Records. En 2013, elles sortent un single en édition limitée via Jet Set Records Otobokebeaver Daijikenbo et deux titres live. En mars de la même année, le groupe sort le mini-album Love Me Sign. La bassiste Nishikawachi quitte le groupe en 2013 et est remplacée par Hirochan, une fan qui demande à les rejoindre.
Otoboke Beaver participe au Record Store Day en 2015, en sortant le single Akimahenka sur vinyle. En 2016, le groupe signe avec le label britannique Damnably. La compil Okoshiyasu ! ! Otoboke Beaver sort la même année, contenant la majorité des chansons trouvées sur les deux premiers mini-albums du groupe, avec l'ajout du single Akimahenka. Le groupe enregistre une session live pour XFM et fait une tournée au Royaume-Uni avec Shonen Knife et Leggy. L'EP Bakuro Book suit peu de temps après, avec un autre EP intitulé Love is Short !! l'année suivante pour le Record Store Day 2017. La chanson Love Is Short!! atteint le classement des singles britanniques.
Le groupe commence une tournée internationale en 2016, y compris des dates au 100 Club à Londres et au SXSW aux États-Unis en 2017. Leur voyage à SXSW est financé via Campfire et Kickstarter. En 2018, le groupe parcourt plus de 24,000 milles (38,624256 km) en une semaine pour jouer deux sets au Coachella Festival et une tournée de trois dates en tête d'affiche au Royaume-Uni avec les partenaires du label Say Sue Me et Leggy.
L'album Okoshiyasu! ! Otoboke Weaver est réédité sur vinyle pour Record Store Day en 2018. Cette année-là, la batteuse fondatrice Pop annonce son départ du groupe et est remplacée par Kahokiss.
En mars 2019, Otoboke Beaver se produit au festival South by Southwest (SXSW) à Austin, au Texas,. L'album Itekoma Hits, contenant de nouvelles chansons et compilant des singles déjà sortis, est publié par Damnably en avril 2019. Le single Yobantoite Mojo sort fin 2019 ; la chanson sert également de chanson thème pour la comédie télévisée japonaise Susumu Inomata et 8 Mojo. Toujours fin 2019, le groupe joue au festival Koyabu Sonic, mettant en vedette un mélange d'actes de comédie et de groupes dans un stade de 8000 personnes tenu par la société Yoshimoto.
En plus de sortir le single Dirty Old Fart is Waiting for My Reaction au début de 2020, les membres d'Otoboke Beaver quittent leur emploi pour devenir un groupe de tournée à plein temps,. Elles peuvent tourner pendant deux semaines en Europe avant la pandémie de COVID-19. Pendant le confinement, elles se concentrent sur la création de nouvelles chansons et jouent pour leurs fans en direct via Instagram. L'album Super Champon sort le 6 mai 2022. Otoboke Beaver revient en tournée fin 2022 avec une série de spectacles en Europe, suivis de leur première tournée complète en Amérique du Nord. Une autre tournée en Europe et en Amérique du Nord suit au début de 2023. Leur performance au SXSW de cette année-là est couverte par Rolling Stone, qui décrit leur set comme « à la fois une putain d'émeute et serré comme l'enfer ».

## Style musical et influences
Selon ses membres, le groupe joue un « style punk-rock rapide et agressif », avec « des changements fréquents de rythme et de tempo », accompagnés de screaming. Leurs chansons présentent l'amour et les relations comme thèmes réguliers, certaines basés sur les propres expériences de la chanteuse Accorinrin, et reflétant souvent le thème de l'oppression féminine dans la société moderne. Ce n'était pas quelque chose dont Accorinrin est nécessairement consciente au début, mais elle embrasse ces idéaux féministes après avoir voyagé à l'étranger.
Elles disent s'être inspirées d'un style particulier de la comédie traditionnelle japonaise, le Manzai. Sa vitesse, son tempo et son rythme de livraison ont une influence sur leur style musical. Accorinrin cite le comédien japonais Ken Shimura et le groupe de comédie théâtrale Yoshimoto Shinkigeki comme des influences personnelles.
Chaque membre puise son inspiration dans ses propres goûts musicaux : Yoyoyoshie aime le rock japonais, Hirochan aime le punk hardcore, et Accorinrin et Kahokiss aiment la musique pop japonaise. Elles racontent être « influencés par les attitudes occidentales des riot grrrl et les sons du punk et du post-rock anguleux ». Le groupe mentionne d'autres influences de groupes tels que Yapoos, Hikasyu, P-MODEL, Momoe Yamaguchi et Afrirampo,.

## Réponse critique
La musique d'Otoboke Beaver leur vaut les éloges de Pitchfork (« même si leur musique n'est pas explicitement féministe, il y a du pouvoir à entendre un groupe de quatre femmes asiatiques dire exactement ce qu'elles veulent »), et aussi de NPR, The Fader, Stereogum, iD et Fujirock Express.
En 2017, elles sont nommées pour le meilleur live act aux AIM Independent Music Awards. Dave Grohl de Foo Fighters décrit Otoboke Beaver en disant : « Ça va te faire perdre la tête, mec. C'est la putain de merde la plus intense que tu aies jamais vue ». Lors de la sortie de leur album Super Champon en 2022, Anthony Fantano de The Needle Drop fait remarquer « avec deux albums vraiment fantastiques à leur actif à ce stade, Otoboke Beaver n'est-il pas l'un des meilleurs groupes punk modernes que le Japon a à offrir en ce moment ? »

## Membres
| Membres actuels - Accorinrin (あっこりんりん) – chant, guitare rythmique (2009–présent) - Yoyoyoshie (よよよしえ) – guitare, backing vocals (2009–présent) - Hirochan (ひろちゃん) – basse, backing vocals (2013–présent) - Kahokiss (かほキッス) – batterie, backing vocals (2018–présent) | Anciens membres - Nishikawachi (西川ち) – basse, backing vocals (2009–2013) - Pop (ぽっぷ) – batterie, backing vocals (2009–2018) |

|            |
| Accorinrin |

|            |
| Yoyoyoshie |

|          |
| Hirochan |

|          |
| Kahokiss |

## Discographie

### Albums
- Anata No Ai De Manshitsu-chū (あなたの愛で満室中?, demo, 2011)
- Konya Kagiri Nante Zettai Honto ni Iwasenai! (今夜限りなんて絶対ほんとに言わせないっ!?, EP, 2011)
- Present Progressive Form #002 (live, 2012)
- Love Me Sign (EP, 2013)
- Okoshiyasu!! Otoboke Beaver (compilation, 2016)
- Bakuro Book (EP, 2016)
- Love Is Short!! (EP, 2017)
- Okoshiyasu!! Otoboke Beaver (remastered version, 2018)
- Itekoma Hits (2019)
- Super Champon (2022)

### Simple
- Otobokebeaver Daijikenbo (おとぼけビ～バ～大事件簿?, 2013)
- Akimahenka (2015)
- S'il Vous Plait (2017)
- Anata Watashi Daita Ato Yome No Meshi (2018)
- Yobantoite Mojo (2019)

### Vidéos
- S'il vous plait (2017)
- Love Is Short! (2017)
- Mean (2017)
- Anata Watashi Daita Ato Yome No Meshi (2019)
- Datsu, Hikage no Onna (脱・日陰の女?, 2019, directed by Haruka Mitani[38])
- Don't Light My Fire (2019)
- Dirty Old Fart Is Waiting For My Reaction (2020)
- I Am Not Maternal (2022)
- Pardon? (2022)
- I Don't Want to Die Alone (2022)